# Mary Levison
Mary Irene Levison (Oxford, 1923. január 8. – Edinburgh, 2011. szeptember 12.) skót lelkész, az első aki aláírta 1963-ban a Church of Scotlandhoz intézett folyamodványt a nők lelkésszé szentelése érdekében. Ezt öt évvel később sikerült elérni, és Levison 1973-ban vált lelkésszé. 1991-ben a királynő káplánjává nevezték ki; ő volt az első nő, aki betöltötte ezt a tisztséget.

## Élete

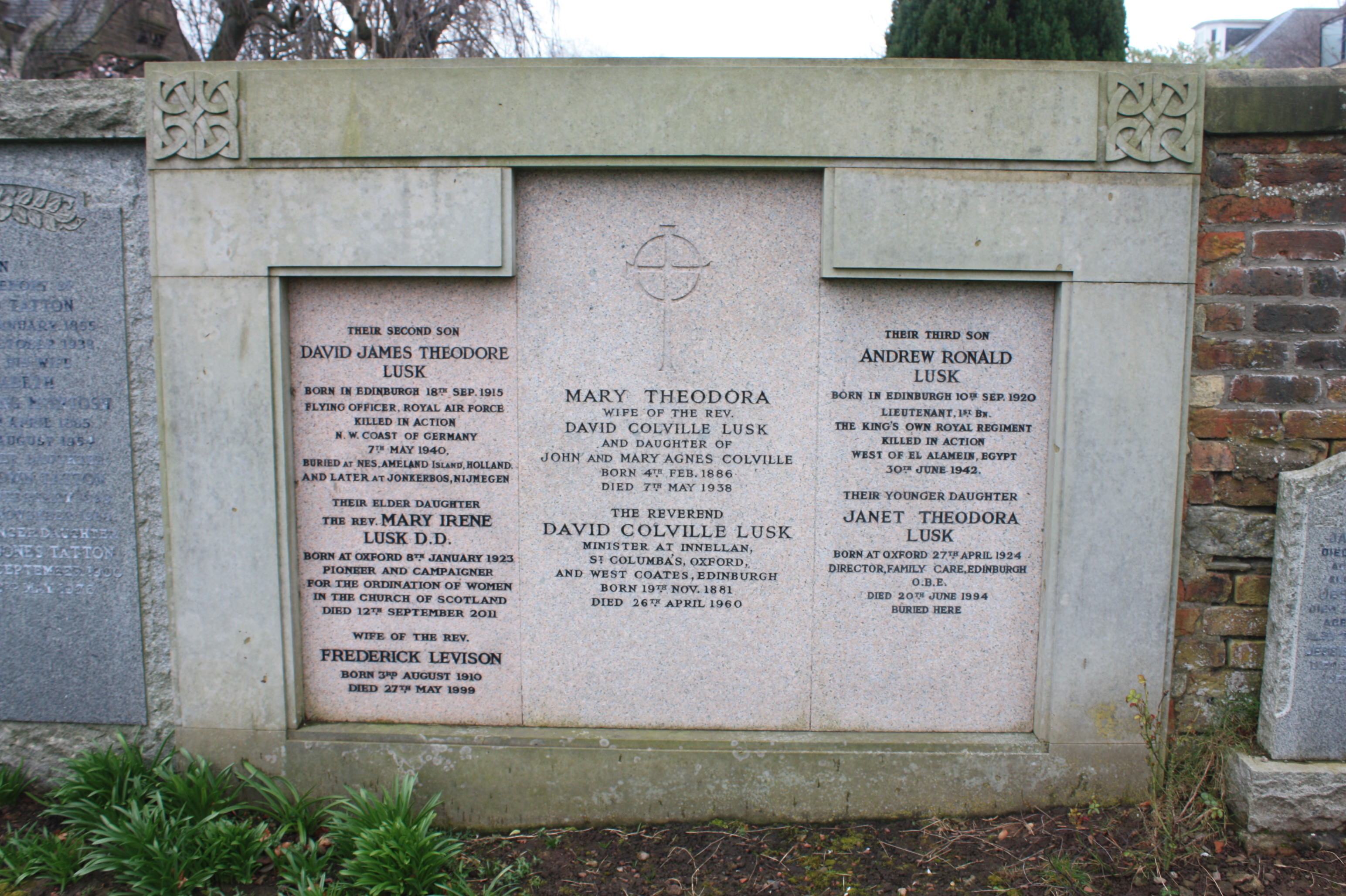
Mary Levison sírja Edinburgh-ban

Mary Theodora Colville és David Colville Lusk negyedik gyermekeként született. Apja az Egyesült Skót Szabadegyház felszentelt lelkésze volt, és lánya születésekor az Oxfordi Egyetemen szolgált a presbiteriánusok káplánjaként. Egyik testvére Janet Lusk, a skóciai szociális gondozás úttörője volt.
Tanulmányait Oxfordban kezdte, majd a család Edinburgh-ba költözésekor ott folytatta. 13 éves korától a St. Andrews-beli St. Leonard iskolába járt. 1941-től Oxfordban járt egyetemre, ahol filozófiát, politikát és közgazdaságtant tanult. Hazatérve az Edinburgh-i Egyetemen a (prédikálásra jogosult) diakonisszává váláshoz szükséges tanulmányokat folytatott. Díjat kapott rendszeres teológiából és Aitken-ösztöndíjjal egy-egy félévet tanult Heidelbergben és Bázelben.
1954-ben az Edinburgh melletti Invereskben a Szent Mihály-templom diakonisszájává nevezték ki, ahol négy évig szolgált. 1958-ban visszatért az Edinburgh-i Egyetemre, ahol keresztény doktrínát és Újszövetséget tanított, illetve vezette a diakonisszahalgatók gyakorlati képzését.
1963. május 26-án a Church of Scotland közgyűlése előtt bizonyságot tett lelkészi elhívásáról, és folyamodott a lelkésszé szenteléséért. Ezt öt évvel később, 1973-ban érte el.
1965-ban összeházasodott Frederick Levison tiszteletessel, és Scottish Bordersbe költöztek. Amikor férje 1977-ben nyugalomba vonult, visszaköltöztek Edinburgh-ba, ahol az asszony lelkigondozást vállalt a Szent András és Szent György templomban. 1991-ben a királynő káplánjává nevezték ki; ezzel ő lett az első nő, aki betöltötte ezt a tisztséget. 1993-ban sikertelenül pályázott a Church of Scotland közgyűlése moderátori tisztségére. 1994-ben az Edinburgh-i Egyetem díszdoktorává avatták.

## Művei
- Wrestling with the Church (1992) önéletrajz

## Fordítás
Ez a szócikk részben vagy egészben  a   Mary Levison című angol Wikipédia-szócikk ezen változatának fordításán alapul.  Az eredeti cikk szerkesztőit annak laptörténete sorolja fel. Ez a jelzés csupán a megfogalmazás eredetét és a szerzői jogokat jelzi, nem szolgál a cikkben szereplő információk forrásmegjelöléseként.